# 1960 en Grèce
Chronologie de la Grèce
- 1956
- 1957
- 1958
- 1959
- 1960
- 1961
- 1962
- 1963
- 1964

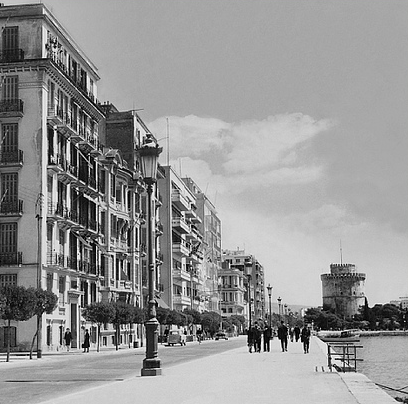
Thessalonique, où se tient le premier Festival international du film (1960).

Cette page concerne les évènements survenus en 1960 en Grèce  :

## Évènements
- 16 août : Indépendance de Chypre, les habitants réclament le Énosis (l'unification de Chypre à la Grèce).
- 20-26 septembre : Semaine du cinéma grec au Festival international du film de Thessalonique.
- Découverte de l'armure mycénienne de Dendra lors de fouilles archéologiques.

## Sortie de film
- Blanche-Neige et les Sept Vieux Garçons
- Crime dans les coulisses
- Jamais le dimanche
- Maddalena
- Mia tou Kléphti...
- Notre dernier printemps
- La Rivière

## Musique
- La chanson Les Enfants du Pirée, interprétée par Melina Mercouri, pour le film Jamais le dimanche (Jules Dassin 1960), obtient l'Oscar de la meilleure chanson originale.

## Sport
- Coupe de Grèce de football (1959-1960) (en)
- Coupe de Grèce de football (1960-1961) (en)
- Championnat de Grèce de football 1959-1960
- Championnat de Grèce de football 1960-1961

## Création
- 24e brigade blindée (en)
- Galerie d'art municipale d'Ioannina (en)
- Musée archéologique d'Agrínio (en)
- Musée archéologique d'Érétrie
- Musée archéologique de Fira (en)

club de football
- Anagennisi Arta
- Diagoras Vrachnaiika F.C. (en)
- Dotieas Agia F.C. (en)
- Falaniakos (en)
- Pannaxiakos F.C. (en)
- Veria F.C.

## Naissance
- 7 mars : Ekateríni Papanátsiou, personnalité politique.
- 1er avril : Lína Mendóni, archéologue, ministre.
- 9 avril : Déspina Sveróni-Chondronássiou, personnalité politique.
- 11 août : Andréas Xanthós, personnalité politique.
- 7 novembre : Ólga Maléa, réalisatrice et scénariste.
- 17 décembre : Ouranía Antonopoúlou, économiste et personnalité politique.
- Yannis Behrakis, photojournaliste.

## Décès
- 20 février : Vassílis Logothetídis, acteur.
- 30 mars : Eléni Lambíri, compositrice et cheffe d'orchestre.
- Thalia Flora-Karavia, peintre.